# Luc Verhoeven
Luc Verhoeven (Wilrijk, 23 december 1959) is een Belgisch acteur.

## Opleiding
Verhoeven volgde kunstonderwijs hogere graad toneelacademie onder de leiding van Herbert Flack. Hij studeerde er in 1995 af met de grootste onderscheiding.

## Carrière
Verhoeven stond op de planken in de toenmalige KNS (Tartuffe). Van 1995 tot 2019 was hij een vaste waarde in 't Echt Antwaarps Teater.
Hij raakte vooral bekend met zijn rol als 'Rosse Izzi' in de VTM-comedie Nonkel Jef.
Ook speelde hij gastrollen in Fair Trade, Kosmoo,  Wolven (televisieserie), Flikken, Aspe, Sara, Westenwind, Familie, Team Spirit (televisieserie), Editie, Drie mannen onder één dak, Spoed, Pa heeft een lief, Bompa, Dennis,Wittekerke, #Like Me en Patrouille Linkeroever.
Op het witte doek acteerde hij in onder andere Pippa, Bowling Balls, Dief!, Los, Alias,H.I.T, Vidange Perdue,, “Crimi Clowns” en Hasta la vista.
Ook speelde Verhoeven de vader van Pippi Langkous in de gelijknamige musical. Hij trok heel Vlaanderen rond met de VTM-Soapband en zong in de Euro Disney Road Show.
Verhoeven verleende tevens zijn stem aan verscheidene tekenfilms, waaronder Blub ik ben een vis, Jacht op de kleintjes, Asterix De Romeinse lusthof, Animals United en Pippi Langkous.
Hij trad in 1995/2000/2001 en 2003 op in de revues van het Witte Paard te Blankenberge.
Hij acteerde in verschillende commerciële reclamespots, zoals die van Kriek Belle Vue, Q-Music, IKEA, KBC en van de BOB-campagne.
Sinds 2019 is hij actief bij De Sven De Ridder Company, in de producties "De Créme glace oorlog", “Kerstmis den boom in", “Proper Lakens”, “Weekendcowboys”, “ Ne geestige kerstmis”, “De mannen van de golf”, Secret Santa ,"Hoog in de lucht" en "De wakers van de wijk".

## Filmografie
- Drie mannen onder één dak (1989) - als Schramme
- Beck - De gesloten kamer (1992)
- Familie (1992) - als meneer Meyer
- Familie (1993) - als journalist
- Bompa (1993) - als autohandelaar
- Wittekerke (1995) - als Tom
- Nonkel Jef (1995-2001) - als Isidoor 'Izzi' Melkenbeek
- Dief! (1998) - als rijkswachter Proost
- Wittekerke (1999) - als meneer Lagasse
- Westenwind (2000) - als Franse receptionist
- Pa heeft een lief (2000) - als agent
- Alias (2002) - als toerist
- Spoed (2002) - als Rik Van Durme
- Dennis (2003) - als klant
- Team Spirit - de serie (2003) - als agent
- Jaguar (2003)
- Vidange perdue (2005) - als Raymond
- Sara (2007) - als winkelier
- Los (2008) - als Roger
- Flikken (2008) - als Frank Mortier
- Aspe (2009) - als getuige
- Hasta la vista (2011) - als voorzitter wijnclub
- Wolven (2013) - als wetsdokter
- Bingo (2013) - als Jef
- Crimi Clowns: De Movie (2013) - als Fredje
- Crimi Clowns (2014) - als Fredje
- Bowling Balls (2014) - als Balou
- Samson en Gert - Winterpret (2014) - als de Kerstman
- Thuis (2015) - als leverancier Christiaens
- Patrouille Linkeroever (2016) - als ober
- Pippa (2016) - als klant in restaurant
- De Kroongetuigen (2017) - als ondervrager
- Ghost Rockers (2017) - als lid van Goudslang
- H.I.T. (2017)
- Kosmoo (2016) - als bankdirecteur
- Familie (2017) - als Dave Peeters
- Kosmoo (2018) - als pater Jacob
- Fair Trade (2021) - als Jos
- De Bunker (2022) - als cafébaas
- #LikeMe (2023) - als dokter Bertels